# Рублёвики (переулок)
Рублёвики — переулок в Красногвардейском районе Санкт-Петербурга. Проходит от проспекта Энергетиков до Салтыковской дороги, рядом с Головкинской улицей.

## История
Название переулку было присвоено 27 июля 2012 года. Оно связано с тем, что «проезд находится на территории бывшей деревни Рублёвики и ведет к железнодорожной станции Полюстрово, которая ранее также называлась Рублёвики». На картах 1930-х годов обозначен как «ул. Продольная» и «Продольная дорога». На более ранних картах улица (дорога) не подписана, как и нет деревни Рублёвики. Железнодорожная станция на трёхверстовке Шуберта 1855 года с корректурой 1909 года обозначена как «Рублевка».
До 1960-х годов это была слабо освоенная и неблагоустроенная окраина города, ставшая затем зоной преимущественно промышленной застройки. Название «Рублёвики» постепенно исчезло из петербургской лексики, пока не вернулось в 2012 году в виде названия переулка.
Второй смысл названия переулка связывают с расположенным поблизости новым зданием Центрального банка РФ.